# STARTING OVER! "DISCOGRAPHY" CASE OF TGS
『STARTING OVER! "DISCOGRAPHY" CASE OF TGS』は、2019年4月24日にavex traxから発売された東京女子流のライブアルバム、および2018年11月23日・12月1日にマイナビBLITZ赤坂で敢行した同名のライブ公演。ライブアルバムは同公演のパフォーマンスから音声と映像の一部を厳選してパッケージ化したものである。
音声を収録したCDと映像を収録したDVDをセットにしたType-Aと、音声CDのみのType-Bの2種類がある。

## 収録曲

### CD
1. 鼓動の秘密 (=TGS04)
11月23日公演の音声。6thシングル収録曲。
2. キラリ☆ (=TGS01)
11月23日公演の音声。1stシングル収録曲。
3. おんなじキモチ (=TGS02)
11月23日公演の音声。2ndシングル収録曲。
4. ヒマワリと星屑 (=TGS05)
11月23日公演の音声。4thシングル収録曲。
5. Sparkle (=TGS20)
11月23日公演の音声。2ndアルバム収録曲。
6. Bad Flower (=TGS24)
11月23日公演の音声。7thシングル収録曲。
7. 月とサヨウナラ (=TGS31)
11月23日公演の音声。3rdアルバム収録曲。
8. Say long goodbye (=TGS44)
12月1日公演の音声。17thシングル収録曲。
9. Stay with me (=TGS47)
12月1日公演の音声。18thシングル収録曲。
10. illusion (=TGS51)
12月1日公演の音声。23rdシングル収録曲。
11. 初恋 (=TGS70)
12月1日公演の音声。24thシングル収録曲。
12. ダイヤ♢ (=TGS68)
12月1日公演の音声。2ndミニアルバム収録曲。
13. predawn (=TGS63)
12月1日公演の音声。22ndシングル収録曲。
14. STARTING, MY ROAD! (=TGS67)
12月1日公演の音声。2ndミニアルバム収録曲。

### DVD
1. Bad Flower (=TGS24)
11月23日公演の映像。7thシングル収録曲。
2. 月とサヨウナラ (=TGS31)
11月23日公演の映像。3rdアルバム収録曲。
3. Never ever (TJO & YUSUKE from BLU-SWING Remix) (=TGS50)
12月1日公演の映像。19thシングル収録曲。
4. illusion (=TGS51)
12月1日公演の映像。23rdシングル収録曲。
5. predawn (=TGS63)
12月1日公演の映像。22ndシングル収録曲。
6. ダイヤ♢ (=TGS68)
12月1日公演の映像。2ndミニアルバム収録曲。